# 426 f.Kr.
| 426 f.Kr.          |
| ------------------ |
| Dødsfald - Fødsler |

## Begivenheder
- Tsunamien i Maliabugten (en)